# ボットコン
ボットコン（BotCon）とは、1994年以降、毎年開催される、トランスフォーマーのファンイベントである。
一時期、運営側の都合で「The Official Transformers Collectors Convention（略称はOTFCC）」と改名されていた。
ボットコンの名の由来は「robot convention」と、「Autobot（和名：サイバトロン）」「 Decepticon（和名：デストロン）」からきている。
玩具メーカーであるハズブロのスタッフ、アニメのスタッフ、声優、コミック版関係者など多岐に渡るゲストが呼ばれてトークイベントなどを行う。また限定玩具や限定盤CDの販売も行われる。

## 歴史
第1回は1994年、インディアナ州フォートウェインで開催。トランスフォーマーのファンである、ジョン＆カール・ハートマン兄弟により企画運営され、180人が参加した。
1995年はファンコミュニティの代表者ラクシャ、1996年はデニス・バーガー指揮の下、「Men In Black Productions」によって開催された。
1997年、ハートマン兄弟は、友人のグレン・ハリー（Glen Hallit）を引き入れ、主催団体3Hエンタープライズ（3H Enterprises）を設立する（3人の頭文字から命名）。
2002年、ハリーは3Hが、公式ファンイベントとしてのライセンスを得たと発表する。数ヶ月後、ハリーは、ハートマン兄弟に企画、進行から外れるように圧力をかけ、ハリーが唯一の主催者となる。
2003年、ボットコンの名称の所有権をハートマンが持つ事から、名称を「The Official Transformers Collectors Convention」と変更。
2004年、3HはOTFCCをイリノイ州シカゴで開催。だが、ハートマン兄弟もボットコンをカリフォルニア州パサデナで開催する。同年秋、3Hはトランスフォーマーに関する全てのライセンスを失う。
2005年初頭、ハズブロは公式サイトで、ライセンスをブライアン・サベッジの運営する「Fun Publications」に与えたと発表。ハートマン兄弟は、この新たなイベントに招待され、オブザーバーとして参加を認められた。ここにボットコンの名称が復活した。
また2002年はヨーロッパに進出。イギリスで初の公式イベントを行う。このイベントはアメリカでのボットコンと同時に行われた。そのためか広告も少なく、プログラムもコミック版のメイン脚本家サイモン・ファーマンのパネルディスカッションのみだった。3Hは入場者数が非常に少なかったことで、米国以外で公式イベントを行わない事を明言した。
日本では有志により、1997年、1998年、2000年に開かれている。

## 開催地
- 94：インディアナ州フォートウェイン、グランドウェインセンター
- 95：オハイオ州デイトン、デイトンコンベンションセンター
- 96：イリノイ州ローズモント、ラディソンホテルローズモント
- 97：ニューヨーク州ロチェスター、ロチェスターリヴァーサイドコンベンションセンター
- Japan1997：東京、科学技術館
- 98：カリフォルニア州アナハイム、アナハイムコンベンションセンター
- Japan1998：東京、セブンシティホール
- 99：ミネソタ州セントポール。タッチストーンエネルギーセンター
- Europe1999：イギリス、ロンドン、バルバナセンター
- 2000：インディアナ州フォートウェイン、グランドウェインセンター
- Japan2000：東京、通商産業センター
- 2001：ノースカロライナ州ダーラム、ダラムマリオシビックセンター
- 2002：インディアナ州フォートウェイン、グランドウェインセンター
- Europe2002：イギリス、チェシャー、ウルジーホール
- OTFCC2003：イリノイ州ローズモント、ハイアットリージェンシーオヘア
- OTFCC2004；イリノイ州ローズモント、ドナルド・E・スティーブンスコンベンションセンター
- 2004：カリフォルニア州パサデナ、パサデナコンベンションセンター
- 2005：テキサス州フリスコ、エンバシースイーツ
- 2006：ケンタッキー州レキシントン、レキシントンコンベンションセンター
- 2007：ロードアイランド州プロビデンス（ハズブロのホームタウン。実写版映画公開前の週末開催）
- 2008：オハイオ州シンシナティ、デュークエナジーセンター
- 2009：カリフォルニア州パサデナ、パサデナコンベンションセンター
- 2010:フロリダ州ウォルト・ディズニー・ワールド、ドルフィンリゾート

## ゲスト
声優、アニメスタッフ、コミックスタッフ、ハズブロ設計チームなど多岐にわたる。
- 94年

ハズブロ社スタッフ：カール・フリッツ、トム・ボウマン
- 95年

ケナー社代表
- 96年

ケナー社：ジョージ・ボズナス、アンソニー・ゴー
- 97年

コミック脚本家：サイモン・ファーマン
コミックアーティスト：アンドリュー・ウィルドマン
ビーストウォーズ脚本・ストーリーエディター：ボブ・フォワード
トランスフォーマー・ザ・ムービー音楽担当：ヴィンス・ディコラ
ムービー音楽担当：スタン・ブッシュ（実写版も参加）
声優：ピーター・カレン（初代コンボイなど）、デビッド・ケイ（ビーストメガトロン）、ヴィーナス・ターゾ（ブラックウィドー）
ハズブロ代表
- 98年

ボブ・フォワード、ヴィンス・ディコラ、デビッド・ケイ
ビーストウォーズ脚本：ラリー・ディティリオ
声優：ゲイリー・チョーク（ビーストコンボイ）、ダグ・パーカー（テラザウラー）、スーザン・ブルー（G-1アーシー、ビーストウォーズの音声演出）、スコット・マクニール（ダイノボット、ラットル、シルバーボルト、ワスピーター）
ハズブロ代表：ジェニファー・ドナヒュー、アンディ・エスペンシェイド
- ボットコンジャパン98

声優：鈴置洋孝（G-1スタースクリーム）
- 99年

スコット・マクニール
声優：ジム・バーンズ（インフェルノ、BMスラスト）
- 2000年

ヴィンス・ディコラ、ビーナス・ターゾ
声優：イアン・コーレット（チータス）、ジョン・モシッタ二世（G-1ブラー、ダブルスパイ）、アレック・ウィロウズ（タランス）
ハズブロ代表
- ボットコンジャパン2000

声優：玄田哲章（初代コンボイ）
- 2001年

ゲイリー・チョーク、スコット・マクニール、サイモン・ファーマン、ヴィンス・ディコラ
声優：マイケル・ベル（G-1プロール、ランボル、スワープ、ファーストエイド）、グレッグ・バーガー（G-1グリムロック、スカイファイヤー、ロングハウル）、ジョン・ステファーソン（G-1チャージャー、サンダークラッカー、アルファートリン、デフコン、チャー）
ハズブロ代表
- 2002年

サイモンファーマン、ボブ・フォワード
声優：ディック・ガーティア（G-1ロディマス）、ニール・キャプラン（ファイヤーコンボイ）、マイケル・マコノヒー（アートファイヤー、オックス、アダムス、トラックス）、ピーター・スペロス（ゲルシャーク）、ワンカス（マッハアラート）
ハズブロ社：アーロン・アーチャー、マイケル・フィールド、アンドリュー・フランケル、ジョー・マティコ
『Robot in Disgise』脚本家：トム・ワイナー、リチャード・エプカー、スティーブ・クレイマー
ドリームウェーヴ・プロダクションズコミックスタッフ：アダム・フォーティア、ペット・リー、デレク・チョウ＝ウィング、クリス・サラシニ
- ボットコンヨーロッパ2002

サイモン・ファーマン、ニール・キャプラン、ワンカス
- OTFCC03

ヴィンス・ディコラ、グレッグ・ベーカー、デビッド・ケイ、ゲイリー・チョーク、サイモン・ファーマン
ドリームウェーブ社代表
ハズブロ代表
- 2004年

ピーター・カレン、マイケル・マコノヒー
声優：ダン・ギルベザン（バンブル、ホットスポット）
音声監督、代役声優：ウォーリー・バー
元ハズブロ社員：ボブ・プルピス、アリソン・セージバース
G-1アニメ脚本家：ポール・デビッヅ、フリント・ディリー、デビッド・ワイズ、ブライス・マレク
ドリームウェーブコミックスタッフ：ドン・フィゲロア、ブラッド・ミック、パット・リー、アダム・パティク、ジョー・Ng
- OTFCC04

サイモン・ファーマン、ヴィンス・ディコラ、スコット・マクニール、マイク・マコノヒー、ダン・ギルベザン
コミック脚本家：ボブ・ブディアンスキー
声優：アンドリュー・ワイルドマン
ハズブロ代表
ドリームウェーブ代表
- 2005年

ウォリー・バー
ハズブロ社：アーロン・アーチャー、エリック・シーベナー、グレッグ・ロンバード
タカラ：餘家英昭（よけひであき）
IDWコミックスタッフ：アーロン・マイヤーズ、ダン・テイラー
声優：マイケル・チェイン（G-1アラート、パワーグライド、ラウル）、ブライアン・ドブソン（マイクロン伝説・ラチェット）、マイケル・ドブソン（マイクロン伝説以降のスタースクリーム、シグナルフレア、ファストエイド、ギャラクシーフォース・スキッズ）、ポール・ドブソン（タンカー、オブシディアン、ジャックショット）
- 2006年

声優、ピーター・カレン、スコット・マクニール、サイモン・ファーマン、ダン・テイラー、ブル・マンクーマ（タイガトロン）、リチャード・ニューマン（ライノックス）、ポーリン・ニューストーン（エアラザー）
IDWコミックスタッフ：Alex Milne、ベン・イー、クリス・レアル編集長
- 2007年

声優：ピーター・カレン
ハズブロ代表
- 2008

声優：デビッド・ケイ、バンパー・ロビンソン、タラ・ストロング
コミック脚本家：サイモン・ファーマン
- 2009

俳優：タイリース・ギブソン（ロバート・エップス）
声優：ピーター・カレン、デビッド・ケイ、マイケル・マコノヒー、グレッグ・バーガー
音楽スタッフ：アル・ヤンコビック、ヴィンス・ディコラ、スタン・ブッシュ
実写映画脚本家：アレックス・カーツマン、ロベルト・オーチー
G-1アニメ脚本家：フリント・ディリー、デビッド・ワイズ、ブライス・マレク
G-1アニメ・プロダクション・コーディネーター：ポール・デイヴィツ
ハスブロ代表
- 2010

声優：ピーター・カレン、スコット・マクニール、ポール・エイディング（パーセプター）
音楽スタッフ：スタン・ブッシュ
マーベルコミック脚本家：ボブ・バディアンスキー
タカラトミーTF担当：餘家英昭、大野光仁

## 限定玩具
ボットコンの人気の一つがイベント限定の玩具にある。
当初、限定玩具は開会まで秘密にされていたが、近年は試作品がオークションに流出するという問題が起きており、対抗策として幾つかを先行公開する方針となった。
新規玩具を作り起こすほどの余裕は無いので、常に既発売品の色替え、仕様変更品であるが、設定は新規に作られることが多い。限定品なのでかなりのプレミアが付くことが多い。
近年(BOTCON2005以降)は5～6体のトイがセットになった「BOXセット」と、BOTCON会場で販売されるトイ2体セットが3種類程度、という構成が主流となっている。

### ラインナップ
- 94年

ブレークダウン/BreakDown
G-1期のスタントロンのメンバーの塗装変更品。G-2期に発売予定があったが中止されたもの。同年のWhizBangToys社主催の他コンベンションでも配布された。
- 95年

ナイトトレーサー/NightTracer
95年。ゴーボッツのハイビーム＝バンブルを黒く塗り替えたもの。アメリカで公式初となった女性型キャラクター。バンブルと同じ黒の成型色から金色塗装を省き、エンジン部に銀色塗装を追加。主催者の一人、ジョヴァンカ・キンクにより、自作のデストロンステッカーが貼られ青いストライプが入れられている。94年同様、WhizBnagToys社で発売されたが、これらのステッカーやストライプ、包装は省かれた。
- 96年

オニクス・プライマル/OnyxsPrimal
コンボバットを黒く塗り替えたもの。通常版、問屋向け、VIP用の箱がそれぞれ存在した。翌年、メン・イン・ブラックのイベント「Transcon II」では4種目のパッケージで発売。
- 97年

パックラット/PackRat、フラクティル/Fractyl
ラットルの塗装変更品、テラザウラーの塗装変更品の2体セット。
- ボットコンジャパン97

スーパーハイブリッドモデル・ガルバトロン
非変形のアクションフィギュア。100人目の購入者には「溶岩風呂」バージョンがプレゼントされた。
- 98年

アンタゴニー/Antagony
『ビーストウォーズ』のインフェルノの塗装変更品。
バイスグリップ/ViceGrip
シザーボーイの塗装変更品。
- ボットコンジャパン98

バーベリアン/グリズリー1
ホワイトクローの塗装変更品。
ダブルパンチ
スコルポスのクリアレッドバージョン。
- 99年

サンドストーム/SandStorm
スコルポスの塗装変更品。
ウインドレイザー/WindRazor
シルバーボルトの色替え。
- 2000年

エイプリンク/Apelinq
メタルスコンボイの塗装変更品。
ショカラクト/Shokaract
ランページの塗装変更品。
- ボットコンジャパン2000

チョロQコンボイ、G-2メガトロン、リジェ
チョロQの塗装変更品。
- 2001年

アーシー/Arcee
メタルスブラックウィドーの仕様変更品。パッケージに光感応チップが仕込まれ、アニメでアーシーの声を担当したスーザン・ブルーの声で喋る。
タイガトロン/Tigatron
メタルスジャガーの塗装変更品。
- 2002年

キャットスキャン/CatSCAN
『BeastMachines（ビーストウォーズリターンズ）』のナイトスラッシュチータスの塗装変更品。
サイクロナス/Cyclonus
『ビーストウォーズリターンズ』に登場したジェットストームの塗装変更品。
グリフ/Glyph
バンブルの塗装変更品。
タップアウト/Tap-Out
クリフの塗装変更品。
- ボットコンヨーロッパ2002

ルーク/Rook
チャージャーの塗装変更品。
- OTFCC03

ルーレット/Roulette
『カーロボット』に登場したスピードブレイカーの塗装変更品。女性という設定で新規に頭部が作られた。
シャドウストライカー/ShadowStriker
『カーロボット』に登場したスピードブレイカーの塗装変更品。女性という設定で新規に頭部が作られた。
サイドスワイプ/SideSwipe
『カーロボット』に登場したマッハアラートの塗装変更品。パトランプはオミットされている。
サンストリーカー/SunStreaker
『カーロボット』に登場したマッハアラートの塗装変更品。パトランプはオミットされている。イベントの行われた週末に、提携しているホテルを利用した人への限定品。
Heroes of Cybertron Sunstorm PVC
PVCは海外で販売された非変形アクションフィギア。スタースクリームPVC/StarscreamPVCの塗装変更品。会場にて翌年の参加を予約した人だけが購入できた。
Heroes of Cybertron Air Cavalry 6-pack
スタースクリーム、スカイワープ、サンダークラッカーと、3色のジェットロンのセット。
- OTFCC04

メガザラック/Megazarak
『マイクロン伝説』版メガトロンの塗装変更品。当初は提携しているホテルでの限定販売だったが会場でも販売された。
センチネルマキシマス/SentinelMaximus
『マイクロン伝説』ウルトラマグナスの仕様変更品。開催には間に合わず、後に郵送された。設定はプライマル・プライムとエイプリンクが融合・変化したものとされる。プライマルがセンチネルのボディに、エイプリンク小型ロボとなり、二人が合体する。The new Fun Publications clubの最初の限定品。
エネルゴンスピア/EnergonSpears
ハズブロブースでのアンケートに答えた人への特典。『トランスフォーマー スーパーリンク』のエアグライドに付属する武器の色替え。青色（Alpha）、紫（Omega）のセット。
- BotCon2004

アクションマスター・G-2ブレークダウン/Action Master G2 Breakdown
『トランスフォーマー アクションマスター』後期にヨーロッパのみで販売されたアクションマスター・ランボルの仕様変更品。ハズブロの認可を得ていない非公式玩具である。
- 2005年

Descent into Evil：7個セット
『Timelines』シリーズ第一弾。グレートウォー終結～ビーストウォーズ間の時間軸に起こった一事件を舞台としている。
デスザラス/Deathsaurus
『カーロボット』に登場したデビルギガトロンの仕様変更品。頭部は新規に作られた。
バズクロウ＆ダージ/Buzzclaw and Dirge
フューザーのバズクローの塗装変更品。
フォールバック/Fallback
『スーパーリンク』ブラストアームの色替え。G1期のミニボット、アウトバックをモチーフとしたカラーリング。
アイアンハイド/Ironhide
『スーパーリンク』のトゥーラインの仕様変更品。頭部は新規に作られた。
リコシェ/Ricochet
『G-2』サイバージェット・ジェットファイヤーの塗装変更品。
クロミア/Chromia
『スーパーリンク』のエリアルの塗装変更品。頭部は新規に作られた。ムーンレーサーの登録商標が取れなかったものと発表された。
フレアアップ、ラチェット/Flareup&Ratchet
フレアアップはクロミア、ラチェットはアイアンハイドの塗装変更品。新エネルゴンウェポンのセット。
ヴュレントクローンズ/Virulent Clones
青く塗り替えたバズクローの2体セット。
フレイムウォー/Flamewar
エリアルの塗装変更品。事前登録者に配布。
Legends of Cybertron ラムジェット/Ramjet
日本ではEZコレクションとして売られている「Legends of Cybertron」の、『ギャラクシーフォース』スタースクリームの塗装変更品。ハズブロブースにて配布。
- 2006年

Dawn of Futures Past：5個セット
『トランスフォーマー ギャラクシーフォース』玩具の仕様変更品。『ビーストウォーズ 超生命体トランスフォーマー』キャラクターのビースト以前の姿として設定されている。金色のプラネットXキーが付属。
オプティマスプライマル/Axalon OptimusPrimal
ランドバレットの仕様変更品。頭部はビーストコンボイをイメージしたものに変更されている。
ラットトラップ/Axalon Rattrap
ガスケットの塗装変更品。
ダイノボット/Darksyde Dinobot
ロングラックの塗装変更品。頭部は『マイクロン伝説』のグラップスーパーモードのものを使用している。
チーター/Axalon Cheetor
スキッズの仕様変更品。
ライノックス/Axalon Rhinox
ガードシェルの仕様変更品。
メガトロン、ワスピネーター/Darksyde Megatron & DarkSyde Waspinator
ファストガンナーの仕様変更であるメガトロンと、『トランスフォーマー マシンウォーズ』に登場したスカイワープの仕様変更品のセット。
バズソー、レーザービーク/Buzzsaw and Laserbeak
『スーパーリンク』に登場したシャドウホークの塗装変更品の2体セット。
ユニット2(タイガトロン)/Unit-2 (Tigatron)
Axalon Cheetorの色替え。予約登録者へ配布。タイガトロンに昔の姿があったらという設定。
- 2007年

Games of Deception!：5個セット
『トランスフォーマー クラシック』の玩具の仕様変更品。会報に載っているコミックに登場した。
バグバイト/Bugbite
『クラシック』バンブルビーの白黒版。e-Hobby2004年限定Go-Botのキャラクターより。
ダージ/Dirge
クラシック版ラムジェットの色替え。
ドレッドウインド/Dreadwind
『クラシック』ジェットファイヤーの仕様変更品。頭部がG1ドレッドウインドのデザインに作り直されている。
スラスト/Thrust
『クラシック』ラムジェットの仕様変更品。主翼がG1スラスト同様のローター内蔵式に。
サンダークラッカー/Thundercracker
『クラシック』スタースクリームの塗装変更品。
ミラージ/Mirage
『クラシック』ミラージの色替え。エレクトロディスラプター使用時をイメージしたクリアブルー版。予約登録者特典。
スプリンガー、ハッファー/Springer and Huffer
『ギャラクシーフォース』エクシゲイザーとアーマーハイド（日本未発売玩具）の色替え。
アルファトライオン、ウィアードウルフ/Alpha Trion and Weirdwolf
アルファトライオンは『ギャラクシーフォース』ベクタープライムの仕様変更品。頭部がG1のアニメに登場したアルファートリンのデザインに作り直されている。ウィアードウルフはファングウルフの色替え。
ベクターシグマ/Vector Sigma
ファンサイトUnicron.com製作のディスプレイ、鍵付き。
- 2008年

Shattered Glass：6個セット
従来のトランスフォーマー世界におけるサイバトロン（オートボット）とデストロン（ディセプティコン）の善悪が逆転したら、という鏡像世界を舞台とした設定。エンブレムの色はオートボットが紫、ディセプティコンが赤に変更されている。
オプティマスプライム（コンボイ）/Optimus Prime
『クラシック』オプティマスプライム（コンボイ）の色替え。紫と黒を主体とした色になり、ダメージ塗装も施されている。
ゴールドバグ/Goldbug
『ギャラクシーフォース』エクシリオンの仕様変更品。頭部がG1ゴールドバグに似たデザインに作り直されている。カラーリングはMovieのステルスバンブルビーを意識したものに。
ジャズ/Jazz
『ギャラクシーフォース』オートボルトの仕様変更品。頭部がG1マイスターに似たデザインに作り直されている。
グリムロック/Grimlock
『クラシック』グリムロックの色替え。G1ダイナザウラーを意識した色に変更されている。
スタースクリーム/Starscream
『ギャラクシーフォース』スタースクリームの色替え。G1ジェットファイヤーを意識した色に変更されている。
レーザークロー/Lazorcrow
『クラシック』ミニコン・プレデターアタックチーム、スナールの色替え。
リコシェ/Ricochet
Jazzの色替え。予約登録者特典。
メガトロン、ロディマス、ダイブボム/Megatron and Rodimus and Divebomb
会場で限定販売された3体セット。メガトロンは『スーパーリンク』ガルバトロン（国内版）の仕様変更品で、頭部が初期CM等に登場したパイロット版メガトロンを意識したデザインに。ロディマスは『クラシック』ロディマスの色替え、ダイブボムは『クラシック』ミニコン・プレデターアタックチーム、ドレッドウイングの色替え。
ブラー、サイドスワイプ、ラムページ/Blurr and Sideswipe and Rampage
3体セット。ブラーは『ギャラクシーフォース』ブラーの仕様変更品で頭部がより凶悪なものに作り直されている。サイドスワイプは『マイクロン伝説』ランページの色替えでオートボットを見限り、ディセプティコンに加わったという設定。ミニコン・ウィスパー（Whisper）が付属する。ラムページは『クラシック』ミニコン・プレデターアタックチーム、オーバーバイトの色替え。
- 2009年

Wings of Honor：5個セット
チャー(Kup)の語る昔話の世界が舞台となる。若き日のチャーが属する部隊『エリートガード』のメンバーを中心に玩具化。
カップ/Kup
『ギャラクシーフォース』ファーストエイドの仕様変更品。頭部は若い頃のチャーをイメージしたものに作り直されている。
サンダークラッシュ/Thunderclash
『スーパーリンク』ロディマスコンボイの色替え。1992年にヨーロッパ方面で発売された同名トイがモチーフ。
フラック/Flak
『ギャラクシーフォース』バックギルドの仕様変更品。マイクロマスターの同名トイがモチーフ。
ランドシャーク/Landshark
『スーパーリンク』ランドマインの色替え。
スカージ/Scourge
『ギャラクシーフォース』ノイズメイズの仕様変更品。頭部はG1スカージをイメージした造形に作り直されている。
レオザック/Leozack
『スーパーリンク』ナイトスクリームの色替え。予約登録者特典。
スカイクエイク、バンザイトロン/Skyquake and Banzai-tron
スカイクエイクは『スーパーリンク』ナイトスクリームの色替え。サンダークラッシュのライバルとして同年に発売されたトイがモチーフ。バンザイトロンは『スーパーリンク』ショックフリートの色替え。同名のデストロン・アクションマスター兵士がモチーフ。
エリータワン、レーザークロー/Elita-1 and Lazorclaw
エリータワンは『ギャラクシーフォース』クロミアの色替え。レーザークローは『ギャラクシーフォース』ライガージャックの仕様変更品で頭部がG1レーザークローをイメージしたものに作り直されている。どちらも過去のBOTCONコミックに登場したキャラであり、2009年度のコミックには登場しない。
スウィープス/Sweeps
スカージの色替え。同型が3体セットで発売された。
- 2010年

G2 REDUX：5個セット
90年代に展開された『ランスフォーマーG2』のキャラクターを中心にラインナップ。ヨーロッパのキャラクター等も含まれる。
オートボットスパーク/Autobot Spark
『変形！ヘンケイ！』インフェルノの色替え。1993年にヨーロッパで発売された化学消防車型のオートボット「パイロ」がモチーフ。なお、旧パイロも翌年(1994年)発売時には「スパーク」に改名されており、この時の名称に倣ったものと思われる。
ストリートスター/Street Star
『ユニバース(2008)』プロールの色替え。キャラクターモチーフはプロテクトボット・ストリートワイズのG2仕様だが、都合により名称が変更された。（ストリートスターという名称は『合体大作戦』で発売された合体戦士「ガードシティ」のポリスカー型TFのもので、ストリートワイズの仕様変更品だった）
クレンチ/Clench
『ユニバース(2008)』オンスロートの仕様変更品。パイロのライバル格として同年に発売されたディセプティコン兵士がモチーフ。頭部が旧玩具をイメージした造型に作り直されている。
ブレークダウン/Breakdown
『変形！ヘンケイ！』ランボルの仕様変更品。頭部は旧玩具およびBotCon2004限定品のアクションマスター・G2ブレークダウンをイメージした造型に作り直されている。カラーリングはG2仕様で、初代BOTCON限定品であるG2ブレークダウンのリメイクともいえる。
スカイバイト/Sky-Byte
『エネルゴン』シャークティコンの仕様変更品。『トランスフォーマー カーロボット』に登場したデストロンガー幹部・ゲルシャークがモチーフ(「スカイバイト」はゲルシャークの海外名称)。頭部は旧玩具をイメージした造型に作り直されている。
ラピッド、シンダーソアー/Rapido and Cindersaur
ラピッドは『変形！ヘンケイ！』ストリークの仕様変更品。G2時にオートボット側で発売された同名トイがモチーフ。シンダーソアーは『サイバートロン』メガトロン(BW)の色替え。1988年に発売された同名のディセプティコン兵士がモチーフだが、配色は当時発売されなかったG2仕様をイメージしたものとなっている。
ターボマスター、ダブルパンチ/Turbomaster and Double Punch
ターボマスターは『変形！ヘンケイ！』ハウンドの色替え。G1末期にヨーロッパで発売された「スコーチ」がモチーフ(ターボマスターという名称はスコーチが属するサブグループ名からの引用)。カセット型ユニットに変形するシャッタードグラス・ラヴィッジが付属する。ダブルパンチは『スーパーリンク』メガザラックの色替えで、ディセプティコン・アクションマスターエリートの同名キャラクターがモチーフ。
シャークティコン/Sharkticons Air Shark,Land Shark,Sea Shark
『エネルゴン』シャークティコンの色替え。G1シャークティコンをイメージした配色になっている。前年度のスウィープス同様3体セットで発売され、それぞれ固有の名前とキャラクターカードが付属する。トイ自体は3体とも差異はない。
ディセプティコンスライス/Decepticon Slice
『スーパーリンク』ホイルジャックの色替え。ヨーロッパ版アクションマスター「スライサー」がモチーフ。胸のサイバトロンエンブレムモールドは紫色に塗装された状態で残されており、TFCC会員サイトで公開されている小説の挿絵に登場したシャッタードグラス・ホイルジャックもイメージしている。
- 2011年

The Stunti-Con-Job：5個セット
「トランスフォーマー アニメイテッド」最終回後のエピソード。限定トイもアニメイテッドのものが中心となっている。
限定トイのデザインは「アニメイテッド」のキャラクターデザインを担当したデリック・J・ワイアットが協力し、コミックの描き下ろしも行なっている。
デリック・J・ワイアットが描き下ろした「アニメイテッド」の最終回後の後日談エピソードコミック「The Stunticon Job」によればサイバトロン星（セイバートロン星）のディセプティコンのサーカス団（チーム・スタンティコン/スタンティコンサーカス団/スタンティコン部隊）として初登場。
なお、企画案のみで終わった第4シーズンに登場する予定であった。 
モーターマスター/The Motor Master
『アニメイテッド』オプティマスプライム（コンボイ）(ボイジャーサイズ)の仕様変更品。頭部および配色がG1シリーズのスタントロン部隊・モーターマスターをイメージしたものに変更されている。
ブレークダウン/Breakdown
『アニメイテッド』ロディマスの仕様変更品。頭部および配色がスタントロン部隊・ブレークダウンをイメージしたものに変更されている。相当の不幸体質。
デッドエンド/Dead End
『アニメイテッド』ジャズの彩色変更品。配色はスタントロン部隊・デッドエンドをイメージしたものに変更されている。
ドラッグストリップ/Drag Strip
『アニメイテッド』アーシーの彩色変更品。配色はスタントロン部隊・ドラッグストリップをイメージしたものに変更されている。なお、G1シリーズのドラッグストリップは男性だがBOTCON2011版では女性となっている。
ワイルドライダー/Wildrider
『アニメイテッド』ブレイジングロックダウンの仕様変更品。頭部および配色がスタントロン部隊・ワイルドライダーをイメージしたものに変更されている。
サイドスワイプ、トキシトロン/Sideswipe and Toxitron
サイドスワイプはBOXセット・ブレークダウンの彩色変更品。頭部はブレークダウンと同一のものを使用し、配色はG2版サイドスワイプをイメージしたものに変更されている。トキシトロンは『アニメイテッド』オプティマスプライム（コンボイ）(ボイジャーサイズ)の彩色変更品。『ユニバース(2003年版)』で発売予定だったG2バトルコンボイの彩色変更トイの配色がモチーフ。6人目の新メンバー。設定ではザ・ドクター（スカルペル）とオイルスリックによってスタンティコンのプロトタイプとして誕生し、失敗作とみなされたものの後のネメシスプライム（ブラックコンボイ）完成への布石になったとされている。
ガルバトロン、サンダークラッカー/Shattered Glass Galvatron and Shattered Glass Thundercracker
今年度で唯一、アニメイテッドシリーズではないトイセット。ガルバトロンは『ギャラクシーフォース』ライブコンボイの彩色変更品。BOTCON2008限定品として発売されたSGメガトロンがネクサスプライムの手によって再生強化された姿。サンダークラッカーは『変形！ヘンケイ！トランスフォーマー』スタースクリームの彩色変更品で、シャッタードグラス世界におけるサンダークラッカー。配色はアクションマスター版サンダークラッカーがモチーフ。
オートトルーパー/Autotroopers
『アニメイテッド』アーマーハイドの仕様変更品。頭部および配色が『キスぷれ』オートルーパーをイメージしたものに変更されている。同型トイの三体セット。
フィジトロン/Fisitron
予約配布品。オートトルーパーの彩色変更品で、頭部はオートトルーパーと同一。モチーフとなったのはヨーロッパで展開されたトイシリーズの一つであるライトフォーマー・アイアンフィスト(Ironfist)。フィジトロンという名称はIDWのコミックシリーズ「ラストスタンドオブレッカーズ」に登場するアイアンフィストが自身のペンネームとして使用している名前であり、「Ironfist」の綴りをアナグラムしたもの。
- 2012年

Invasion：6個セット
BOTCON2007限定トイの舞台である「CLASSICS」世界にBOTCON2008「Shattered Glass」のTF達が次元を超えて侵攻するというシナリオ。
限定トイはシャッタードグラス系が大半を占める。
ギガトロン/Gigatron
『トランスフォーマー リベンジ・NESTグローバルアライアンス』ブラジオンの仕様変更品。頭部および配色は『超神マスターフォース』ゴッドマスター破壊大使オーバーロードがモチーフ。旧玩具版オーバーロードとは異なりギガタンク単体からロボットモードへ変形する。
メタルホーク/Metalhawk
『ユナイテッド』サンダーウイングの仕様変更品。頭部および配色は『超神マスターフォース』プリテンダー宇宙指揮官メタルホークのアウターシェル姿がモチーフ。そのため、頭部はヘルメットをかぶった人間の顔で造形されている。
ウルトラマグナス/Shattered Glass Ultra Magnus
『トランスフォーマー ユナイテッド』レーザーオプティマスプライムの仕様変更品。シャッタードグラス世界のウルトラマグナス。カラーリングはダイアクロン・パワードコンボイ(ウルトラマグナスのベースとなった玩具)がモチーフで、頭部はレーザーオプティマスのバリエーション用として製作された物を流用している。(BOTCON限定品用に作り起こされたものではない)
ターボトラックス/Shattered Glass Turbo Tracks
『ユナイテッド』トラックスの彩色変更品。シャッタードグラス世界におけるトラックスで、配色はe-hobby限定・ロードレイジがモチーフ。
サウンドウェーブ/Shattered Glass Soundwave
『変形！ヘンケイ！トランスフォーマー』アイアンハイドの仕様変更品。シャッタードグラス世界におけるサウンドウェーブの新しい姿で、頭部がサウンドウェーブをモチーフとしたデザインに変更され、配色はSGサウンドウェーブの初期デザインとして流用されたミュージックレーベル・サウンドウェーブ(ソニックホワイト)のものに変更されている。コミックで頭部に巻いていたハチマキがBOXセットとは別にBOTCON会場で発売された。
トレッドショット/Shattered Glass Treadshot
『ユナイテッド』オートボットジャズの仕様変更品。頭部はジャズのバリエーション展開用に製作されたものを流用している。『ユニバース(2003年版)』で発売されたトレッドショットのシャッタードグラス版で、配色はユニバース・トレッドショットの彩色変更元である『マイクロン伝説』ステッパーがモチーフになっている。
オプティマスプライム（コンボイ）、キックオーバー/Shattered Glass Optimus Prime and Kick-Over
オプティマスプライム（コンボイ）は『ユナイテッド』レーザーオプティマスプライム（レーザーコンボイ）の彩色変更品。BOTCON2008限定品として発売されたSGオプティマスプライムの新しい姿で、配色も以前のものを踏襲している。キックオーバーは『ユナイテッド』オートボットジャズの仕様変更品で、頭部および配色はアクションマスター・キックオフをモチーフとしている。
オクトパンチ、スピニスター/Shattered Glass Octopunch and Spinister
オクトパンチは『オートボットアライアンス』シースプレーの彩色変更品。シャッタードグラス世界におけるオクトパンチで、配色もプリテンダー・オクトパンチを踏襲している。スピニスターは『ダークサイドムーン』ボルテックスの仕様変更品で、配色はダブルターゲットマスター・スピニスターがモチーフ。頭部はボルテックスのままだが、武器のメックテックウェポンが削除された代わりにボルテックスのベースとなった『オートボットアライアンス』トマホークのミサイルランチャーが付属している。
ジャンキオンズ/Shattered Glass Junkions
三体セット。『ユナイテッド』レックガーと、その仕様変更品であるスクラップヒープ、『ジェネレーションズ』ジャンクヒープの彩色変更品。シャッタードグラス世界におけるジャンキオン部隊で配色はG1シリーズのインセクトロン部隊がモチーフ。三体とも頭部以外の配色はまったく同一。なお、スクラップヒープのみ名称が「スクラップアイアン/Scrap Iron」に変更されている。
ダークマウント/The Bard of Darkmount
予約配布品。『ユナイテッド』ストラクサスの彩色変更品で、シャッタードグラス世界におけるストラクサス。ジェネレーションズ版と同様、商標の都合からか「ダークマウント」名義となっている。シャッタードグラス世界では詩人として知られており、商品名称もそれに準じている。配色はマーベルコミックに登場するブラスター(ブロードキャスト)の友人、スクラウンジがモチーフ。

### 未発売
カタクリズム/Cataclysm
メタルスチータスの彩色変更品。ショカラクトの参謀としてコミックに登場したためBOTCON2000で発売されると思われていたが、実際はエイプリンクが販売された。発売予定があったかは不明。
オプティマル・ロディマス・プライマル/OptimalRodimusPrimal
ボットコン2000においてハートマン兄弟が発表したロディマスコンボイの新たな姿。パワードコンボイの仕様変更品。だが、同様にパワードコンボイの色替えであるプライマルプライムの生産に入っていたため、ハズブロの許可が出なかった。限定コミックである「レッカーズ」での登場シーンはプライマルとロディマスの二人が登場するよう修正された。
ホットスポット/HotSpot
G1ホットスポットの新たな姿。ファイヤーコンボイの青色。スーパーファイヤーコンボイ状態は頭部を新規にしてガーディアン/Defensorとなる予定だった。OTFCC04で発売予定だったが、05に延期、更に3Hが版権を失ったため、企画自体が消滅した。
メガトロン/Megatron
ビーストメガトロンの新たな姿。ギガトロンの仕様変更品で、頭部は新たに作られたもの。アニメに出たあひるのおもちゃがセットになるのではと言われた。OTFCC03用企画として挙がったもの。
デフコン/Devcon
G1デフコンの新たな姿。『スーパーリンク』に登場したストームジェットの仕様変更品。OTFCC05時の企画。
ゴング/Brawn
G1ゴングの新たな姿。『スーパーリンク』に登場したブラストアームの仕様変更品。エネルゴンガントレットが付属。OTFCC05企画。
ロードバスター/RoadBuster
G1ロードバスターの新たな姿。『スーパーリンク』に登場したブラストアームの仕様変更品。エネルゴンライフルが付属。OTFCC05企画。
Blue Balls Attack Team
以前あったボットコンビヨンド掲示板でカール・ハートマンが書き込んだもの。『ビーストウォーズセカンド』のパワーハッグの塗装変更品。企画の遅れに疲れたカールが苦し紛れに提案したもの。

### CD
- 1997年

ティル・オール・アー・ワン / Til All Are One
2枚組CD
- 2001年

ライティング・ゼア・ダーケスト・アウア / Lighting Their Darkest Hour
ザ・プロトフォーム・セッションズ / The Protoform Sessions
サウンドトラック・アルバム